# Camponotus inflatus
Espèce
Camponotus inflatus est une espèce de fourmis de la famille des formicidés. Ce sont des fourmis pot-de-miel très recherchées par les aborigènes d'Australie.

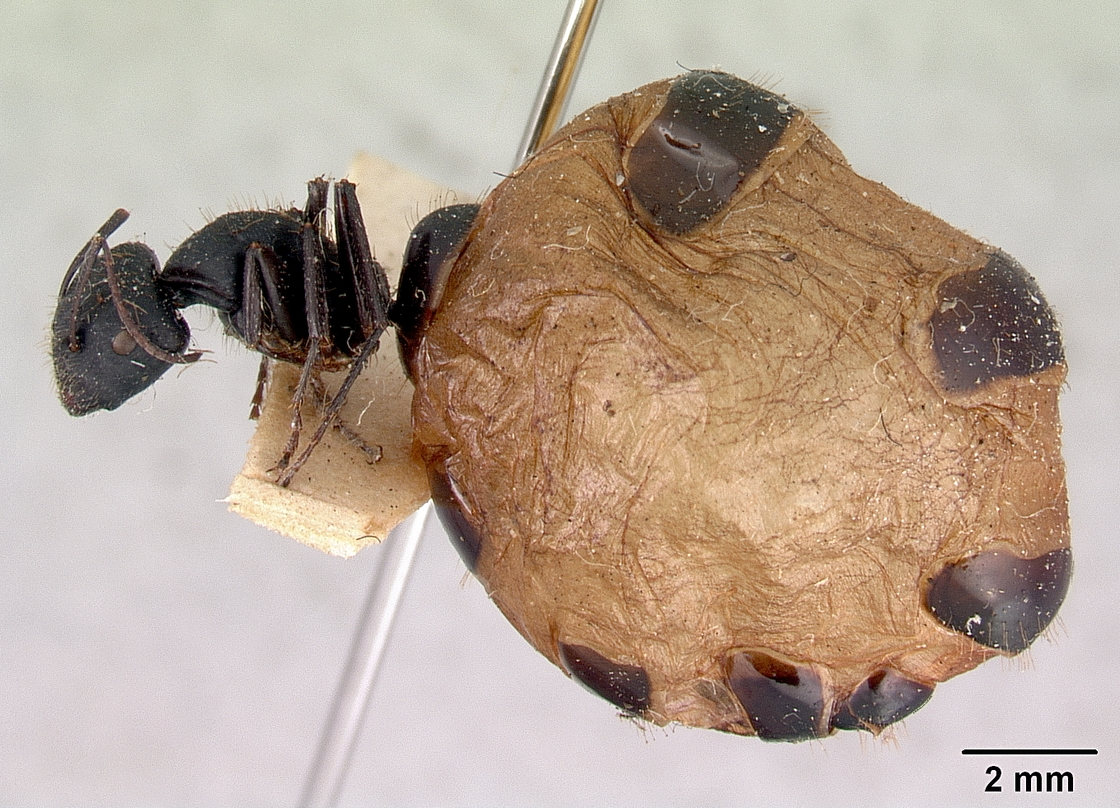
Fourmi avec un abdomen dilaté, pour entreposer du "miel"